# Église Saint-Laurent de Charentenay
L'église Saint-Laurent est une église située au cœur du village de Charentenay, dans le département français de l'Yonne, en Bourgogne, en France.

## Description
L'église Saint-Laurent de Charentenay est surmontée d'une tour fortifiée dont l'aspect massif est accru par des contreforts impressionnants, notamment celui au nord qui forme une arche passante. La tour est surmontée de clochetons, typiques du XVe siècle.
Les dimensions de l'église sont 27 m de longueur, 11,30 m de largeur et plus de 8 m de hauteur, formant un plan rectangulaire.
Hormis deux statues modernes, la statuaire de l'église est d'époque et inclut :
- dans le chœur, de chaque côté du retable : à droite un pape, à gauche saint Étienne en diacre tenant un évangile ;
- au-dessus des colonnes à chapiteaux à l’entrée du chœur, saint Eloi en évêque, accompagné de son enclume (la statue de gauche n'est pas identifiée) ;
- Dans le chœur, de chaque côté du retable : à droite un pape, à gauche saint Etienne vêtu en diacre et tenant un évangile.
- Dans le bas-côté près de la chapelle de la Sainte Vierge, saint Nicolas et saint Vincent "bourguignon" (ayant à ses pieds un écu orné de raisins et de serpettes)[3] ;
- sous le clocher, sainte Anne donnant une leçon de lecture à sainte Marie, et un bas-relief de saint Hubert. Ce bas-relief de Saint Hubert a été commandé le 4 juillet 1582 par Claude Vigny, laboureur à Nanteau (hameau de la commune de Migé), et réalisé en pierre de taille par Jehan Mignard, maître tailleur à Auxerre. En plus de saint Hubert il montre aussi, à droite, l’abbesse de Charentenay à genoux. Il vient de la chapelle de Nanteau où il est probablement resté jusqu’à la Révolution ; Charentenay se l’est approprié à cette époque-là (et Migé a pris la petite cloche de la chapelle)[3].

## Historique
Dédiée à saint Laurent, l'église originelle n'a qu'une nef. La travée à chevet plat du chœur date de la seconde moitié du XIIe siècle ; selon une autre source la travée vestige du XIIe siècle est une travée ogivale qui forme la chapelle de la Sainte Vierge, et l'ancienneté est marquée aussi par le rehaussement des dalles du sol pour une hauteur équivalant à la moitié de la hauteur des colonnes.

Au XVe siècle le clocher est accolé à cette travée, puis vient une seconde nef au XVIe siècle et une sacristie au XVIIIe siècle.
Dans la nef principale, une voûte de bois restaurée en 2010 repose sur des piliers palmés de style Renaissance.
Les bas-côtés ont été refaits au XVIe siècle. Le chœur et l’abside ont dû être restaurés à la même époque. Le portail, lui, date de 1771.
La municipalité a récemment financé de gros travaux (qui ne bénéficient pas d'aides publiques) : la toiture entière en 2000, la voûte en  bois déjà mentionnée en 2010, l’électricité en 2015. Aidée d'associations (Fondation du patrimoine, Epi de Charentenay), elle a lancé une souscription pour continuer la restauration (cloches, plancher sous les cloches, porte d'accès aux cloches et palier dans la montée, pierres de soutènement à plusieurs endroits).
L'édifice est inscrit au titre des monuments historiques en 1995.

## L'abbaye attenante
L'évêque Hugues de Montaigu (1115-1136) donne à l'abbaye Saint-Julien d'Auxerre l'église de Migé et celle de « Charentenet », que l'abbesse Alix lui réclame. 
On ne sait pas quand le bâtiment de l'abbaye à Charentenay a été construit. Bien qu'il serve de refuge aux moniales de Saint-Julien aux XVe et XVIIe siècles, l'établissement est de petite taille. Sis en face de l'église, il consiste en une grande maison flanquée d'une tour hexagonale du XVe siècle et conservant de nos jours des entours de fenêtres de la même époque. Avec l'église attenante, c'est le seul vestige du XVe siècle dans le village. Les deux bâtiments sont intimement liées puisque la chapelle des moniales était dans l'église. 
Au XVIe siècle l'abbaye Saint-Julien d'Auxerre est entièrement dévastée lors des guerres de religion, qui durent pratiquement toute la seconde moitié du XVIe siècle jusqu'à l'édit de Nantes en 1598. En 1589, l'année de la mort d'Henri III, peu après le 25 avril, les chaises du chœur sont amenées aux Jacobins et l'église est proposée pour la démolition ainsi que la maison Gerbaut (voir abbaye Saint-Marien pour cette dernière). Les religieuses quittent Auxerre et s'installent dans leur maison de campagne de Charentenet. Possédant tout le village (et de nombreuses autres propriétés ailleurs), elles dirigent leurs affaires matérielles d'une main ferme et avec discernement pour le gain. C'est l'époque de prospérité pour le village et alentours.
Au XVIIe siècle Pierre de Broc fait rebâtir à neuf l'abbaye d'Auxerre de 1647 à 1949. Son enclos est considérablement augmenté et de hautes murailles sont construites. Les bénédictines reviennent occuper leur abbaye en 1949. Pierre de Broc les engage à adopter la réforme du Val-de-Grâce. Cependant il a eu maille à partir avec l'abbesse Gabrielle de la Madeleine (1606-1657) : elle refuse de recevoir les inspections canoniques, accompagnées ou non du Procureur du Roy, qui ont été tentées en vain par trois évêques auxerrois successifs (François de Donadieu, Gilles de Souvré et Dominique Séguier. Pierre de Broc fait cesser cette longue querelle en acceptant un compromis : Gabrielle de la Madeleine reçoit le titre de « Fondatrice » - « Restauratrice », et le moniales qui le désirent peuvent rester à Charentenay. Ainsi font quatre religieuses âgées, qui décèdent assez rapidement, laissant Mme de la Madeleine seule dans la maison de Charentenet.